# Palacios de Venecia
Palacios de Venecia es la denominación dada a los edificios históricos de Venecia, que comprende a las antiguas escuelas asociativas, residencias privadas como, por ejemplo, el palacio Fortuny, y a los edificios institucionales venecianos, como por ejemplo el palacio Ducal, y a casi todas las construcciones históricas vinculadas a la familia que las mandó edificar, o bien a la secuencia de sus propietarios consecutivos, como el Palacio Cavalli-Franchetti.  
Algunos edificios mantienen la denominación de "Ca", que indicaba en veneciano la pertenencia a una casa importante. Por ejemplo Ca' Rezzonico, Ca' Pesaro o Ca' Corner della Regina. Gran parte de los edificios de menores dimensiones se denominan "palacetes", aunque mantienen semejantes líneas constructivas, si bien son menos visibles y su acceso es más complicado al no encontrarse sus fachadas orientadas a los canales principales.

## Características
Casi todos los edificios primitivos de Venecia presentan elementos arquitectónicos tipificables. Es decir, responden a un esquema constructivo identificable. La fachada principal se caracteriza por un grupo central de ventanas con un esquema dividido en tres partes, siempre orientada hacia un curso de agua. Constan de una planta baja con entresuelo y con portal, que se puede desarrollar hacia los flancos y, por encima de la que se extienden dos plantas nobles, donde están las estancias. Las plantas nobles pueden tener políforas de dos, tres, cuatro o más huecos, que se sitúan en los grandes salones de recepción y que se pueden acompañar de balcones con balaustres. Muchos edificios cuentan con patios con pozo.

## Emplazamiento de los palacios
Mapas de Venecia con la distribución por distritos donde se encuentran los principales palacios de la ciudad.

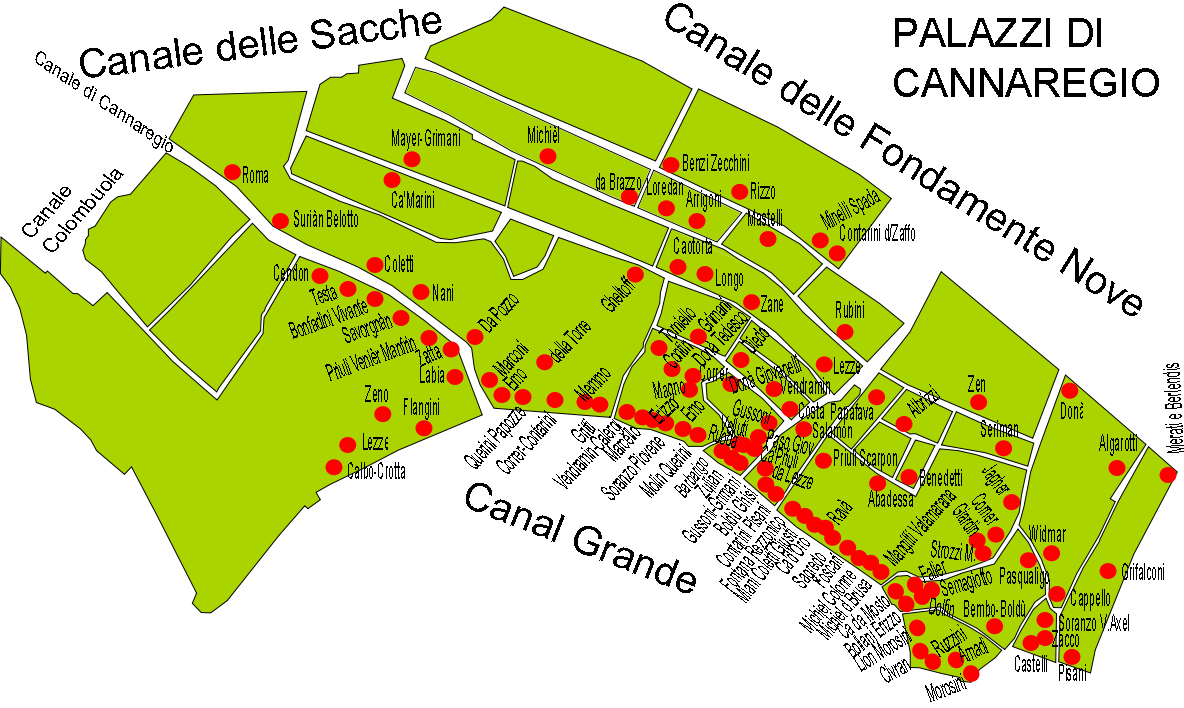
Palacios de Cannaregio
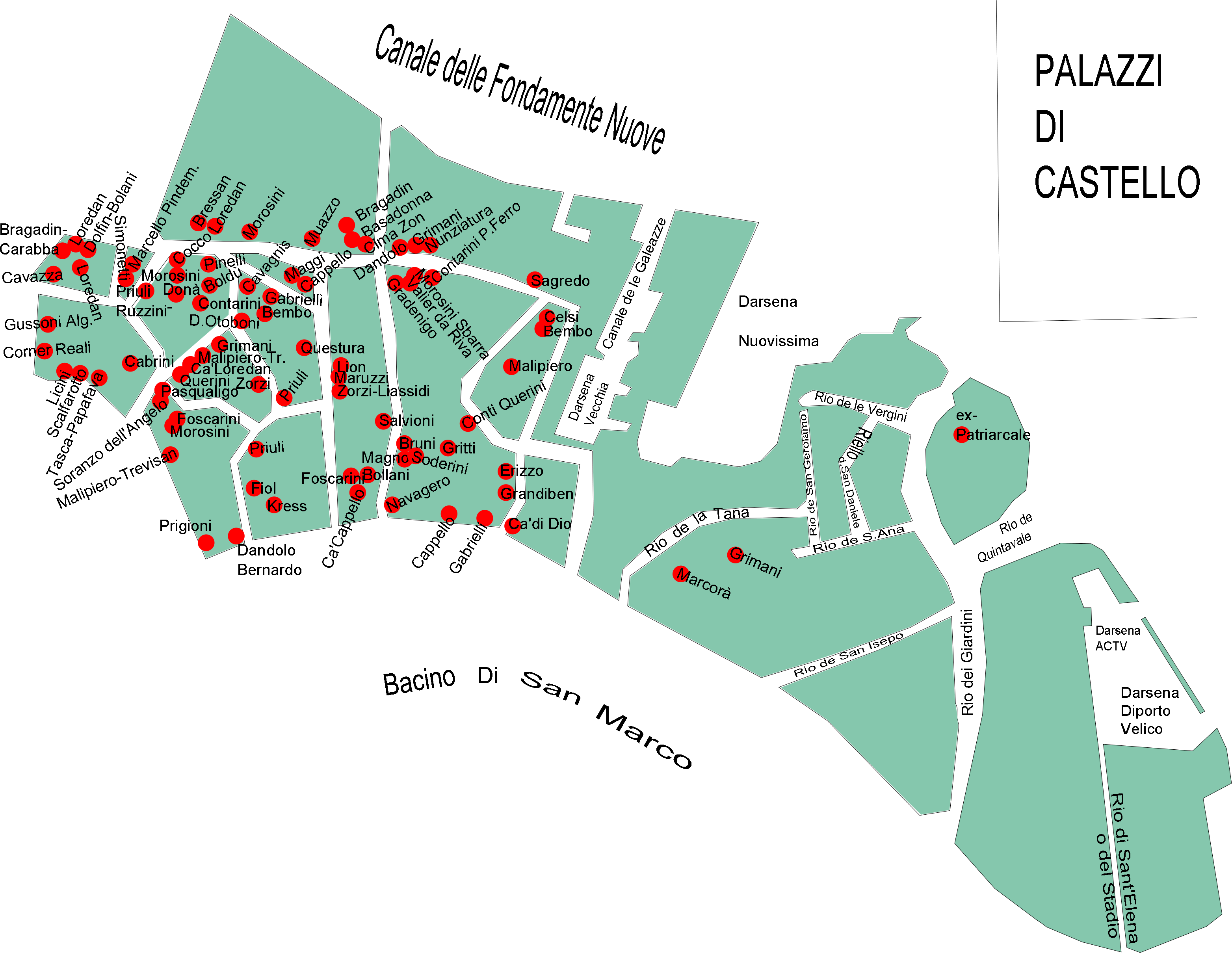
Palacios de Castello
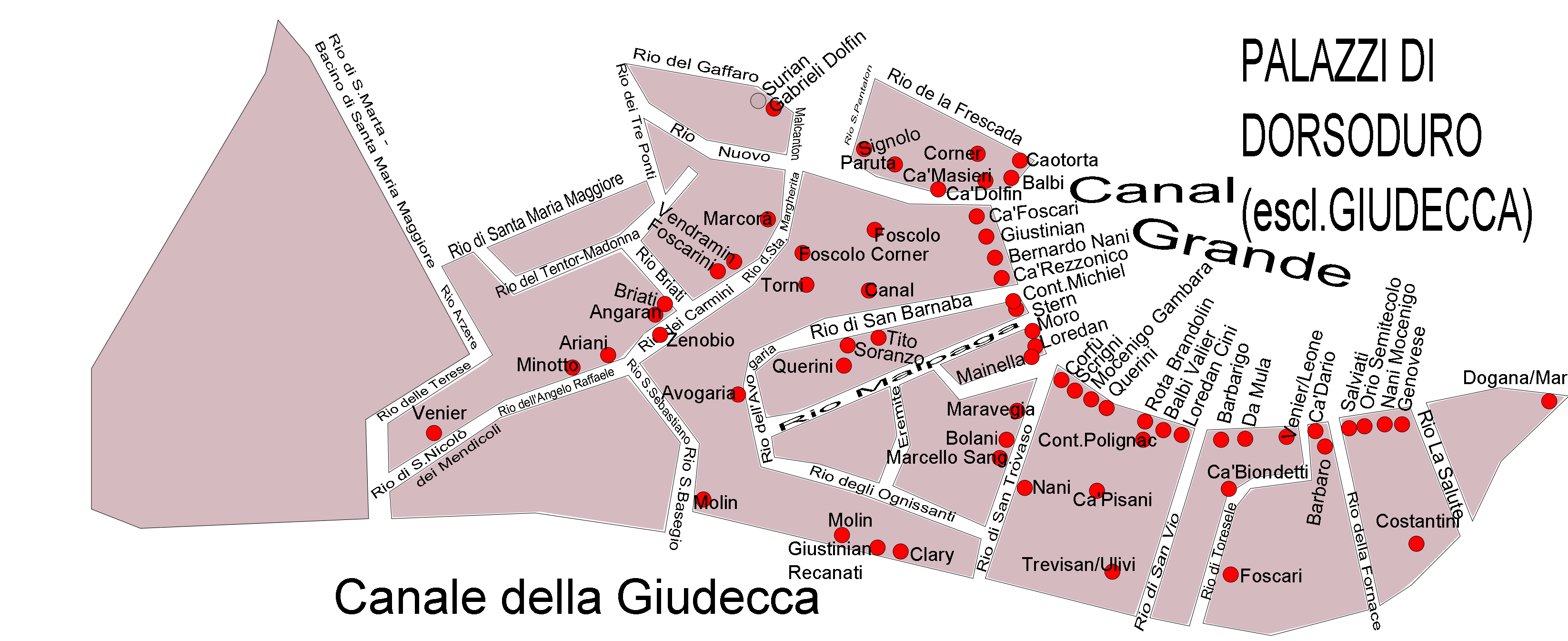
Palacios de Dorsoduro
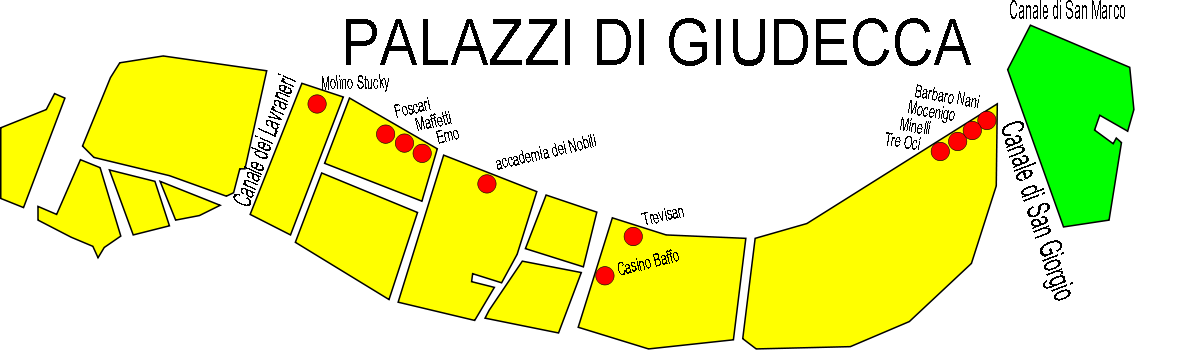
Palacios de la Giudecca
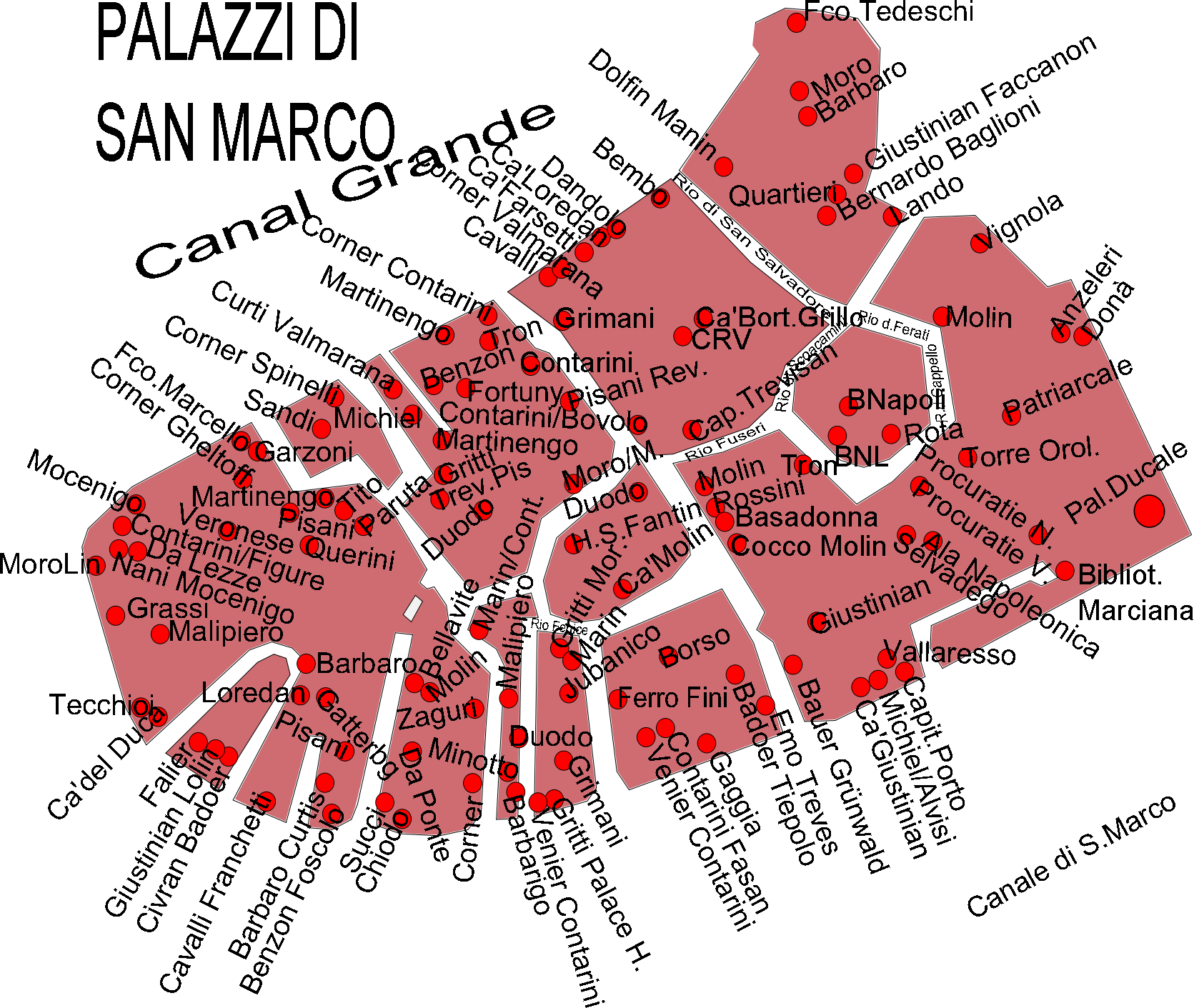
Palacios de San Marco
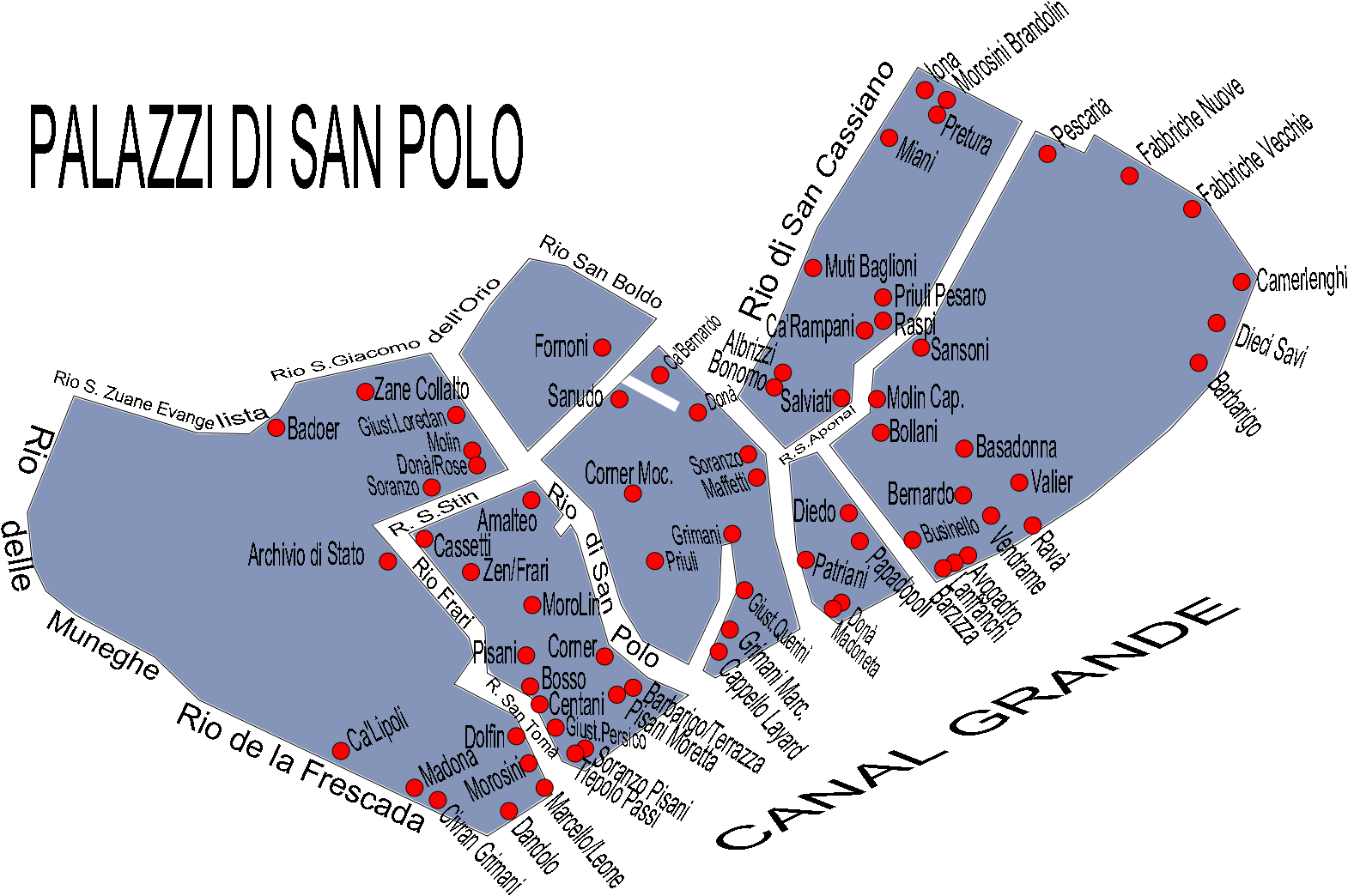
Palacios de San Polo
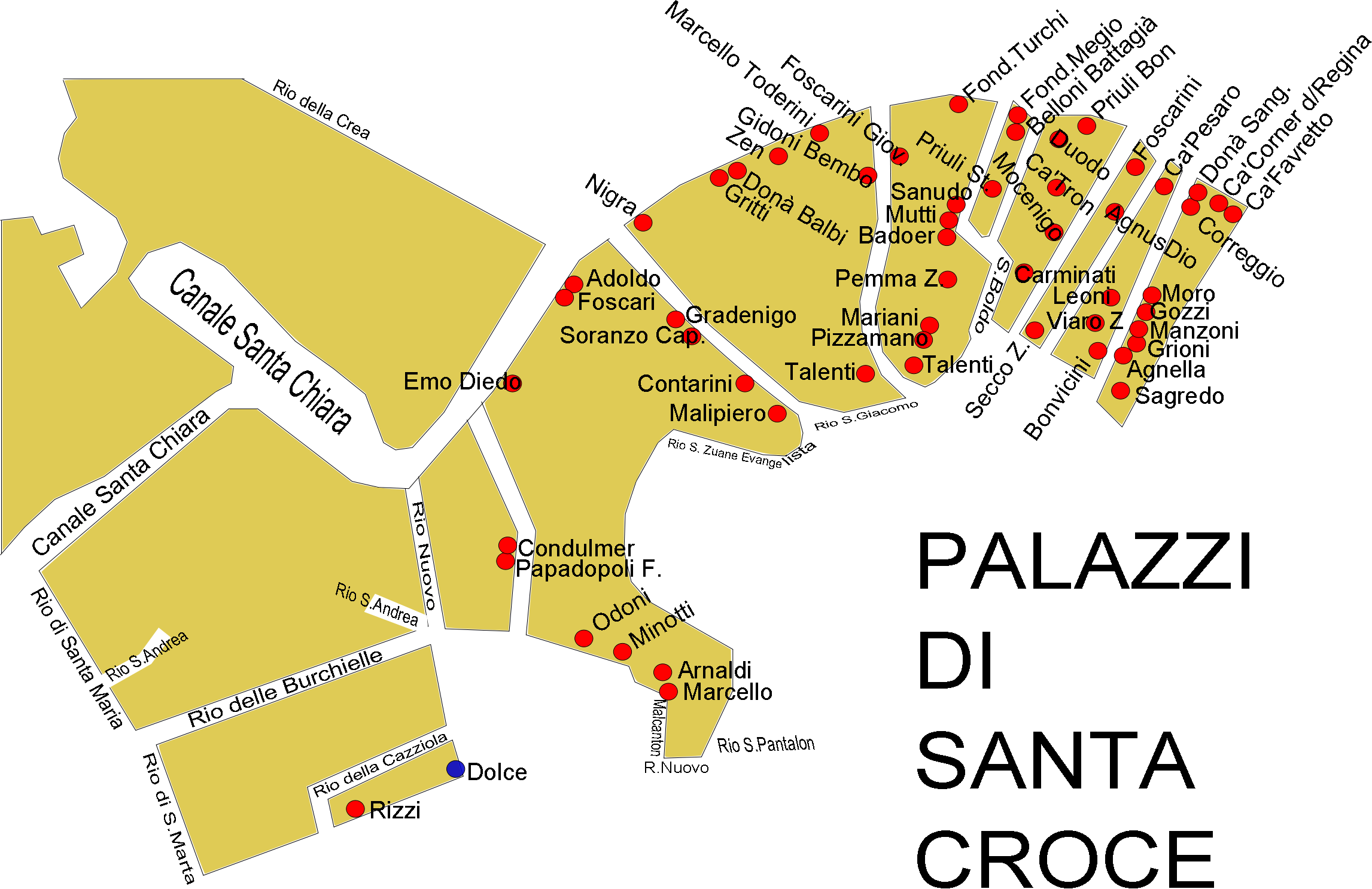
Palacios de Santa Croce